# Trisopterus
Trisopterus, comunemente noti come merluzzetti è un genere di pesci ossei marini della famiglia Gadidae.

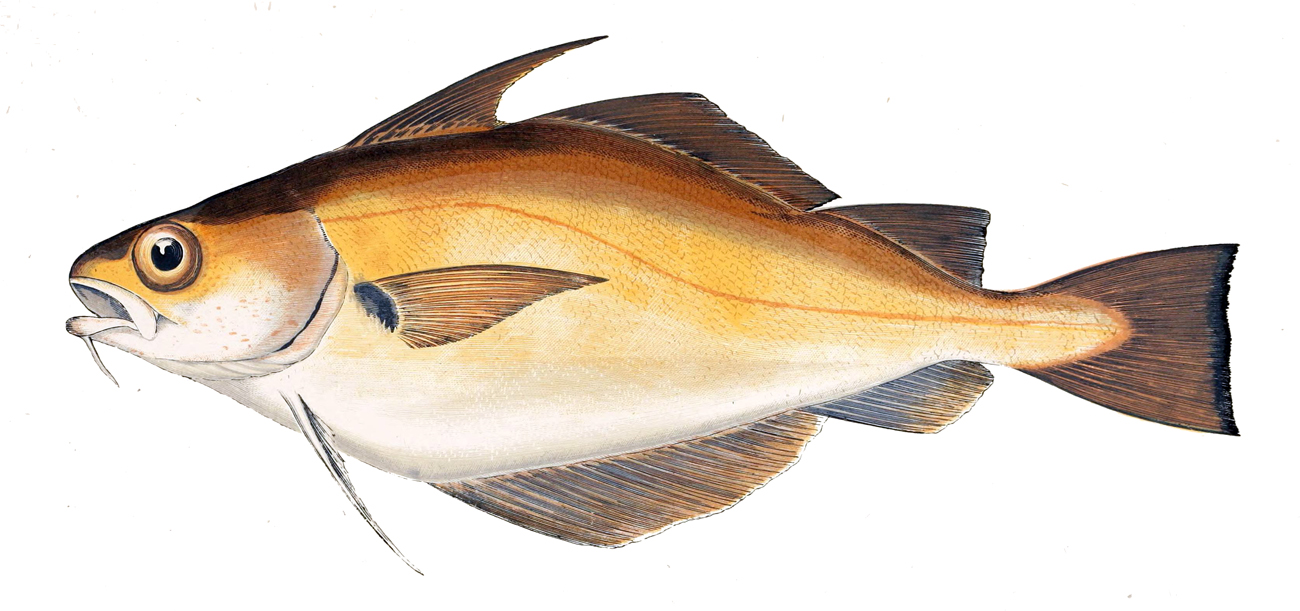
T. luscus

## Distribuzione e habitat
Sono diffusi nell'Oceano Atlantico nordorientale dall'Islanda e il Mare di Barents al Marocco e nel mar Mediterraneo dove si trovano le specie T. capelanus, T. luscus e T. minutus.
Sono pesci demersali che popolano il piano infralitorale e il piano circalitorale.

## Descrizione
Hanno un aspetto simile al merluzzo ma sono mediamente molto più piccoli. Hanno tre pinne dorsali, due pinne anali e un barbiglio sul mento.

### Alimentazione
Si nutrono di pesciolini e invertebrati bentonici.

## Pesca
Alcune specie sono oggetto di pesca commerciale con reti a strascico. Sono scarsamente usati per l'alimentazione umana e vengono usati nell'industria delle farine di pesce, soprattutto per usa zootecnico.

## Specie
- Trisopterus capelanus
- Trisopterus esmarkii
- Trisopterus luscus
- Trisopterus minutus